# Slochterdiep

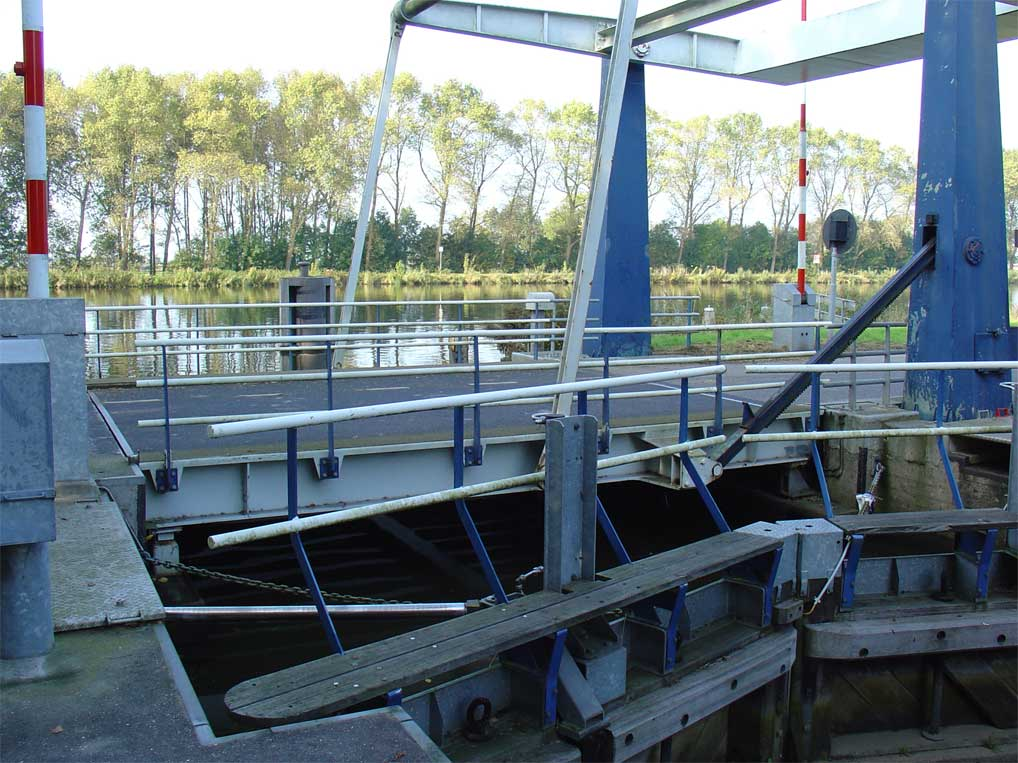
Sluis in het Slochterdiep nabij het Eemskanaal

Het Slochterdiep, vroeger ook Rengersdiep, is een kanaal in de gemeente Midden-Groningen, aangelegd in 1659. Het 15 kilometer lange kanaal loopt in een bijna kaarsrechte lijn (met alleen een knik in het kanaal nabij Schaaphok) van Slochteren naar Ruischerbrug, waar het in het Eemskanaal uitmondt.
Aanvankelijk werd het Slochterdiep voor de afvoer van turf en landbouwproducten gebruikt, later diende het als belangrijkste verbinding met de stad Groningen. Vanaf het midden van de 20e eeuw werd het kanaal het steeds belangrijker voor de pleziervaart. De vaardiepte bedraagt tussen 1,30 en 1,90 meter. In Slochteren bevindt zich een jachthaven.
Aan het Slochterdiep liggen de volgende dorpen en buurtschappen:
- Slochteren
- Schaaphok
- Denemarken
- Lageland
- Heidenschap

Over het Slochterdiep liggen de volgende bruggen:
- Heidenschap
- IJzeren Klap
- Schaaphok

Verder ligt in het Slochterdiep de Slochtersluis, die aansluiting geeft op het Eemskanaal.
Ter hoogte van Schaaphok doorkruist het Slochterdiep de Scharmer Ae en de Slochter Ae, die hier samenvloeien. De Slochter Ae zet zich naar het noorden voort onder de naam Woltersumer Ae. Iets ten oosten van Schaaphok begint ook het Afwateringskanaal van Duurswold.

## Geschiedenis
Het Slochterdiep werd in 1660 gegraven in opdracht van Osebrandt Johan Rengers, die toen de heer van Slochteren was. Het kanaal werd daarom ook wel het Rengersdiep genoemd. Rengers maakte gebruik van een octrooi dat in 1659 door de Staten van Groningen werd verleend aan de diaconie van Slochteren, die dit aan Rengers overdroegen. Voor de aanleg werd gebruik gemaakt van de bestaande Ritzersloot (langs de Ritzersdijk), die sinds ondenckelijcke tijden als schipsloot voor het verkeer van de dorpen Schildwolde, Hellum en Siddeburen naar Groningen fungeerde. De inwoners van deze dorpen deden het graafwerk en al in 1662 voer hier de eerste trekschuit.
De eerste plannen voor het kanaal dateren uit 1645, toen het bestuur van de Ommelanden deze sloot wilden doortrekken naar het kanaal de Sijpe bij Stootshorn. Dit om het handelsmonopolie van de stad te omzeilen. Ook Rengers wilde het kanaal  doortrekken tot voorbij Noordbroek. Deze plannen liepen aanvankelijk stuk op het verzet van een deel de Oldambtsters, die wateroverlast vreesden. Niettemin laten de provinciekaart van Nicolaes Visscher uit 1680 en de kaart van Theodorus Beckeringh uit 1781 zien dat de verbinding naar de Sijpe wel degelijk tot stand kwam. Op twee schetsen die Beckeringh maakte, is te zien hoe het kanaal voorlangs het Hooge Huis liep, waar de Hoofdweg via een brug (Oostertil) eroverheen werd geleid. Bij de reconstructie van het Slochterbos kort na 1800 werd het kanaaltje vermoedelijk gedempt. De kruising van het Slochterdiep met de Hoofdweg stond daarna bekend als de dam; de moddersloot die van het kanaal resteerde werd het Oude Diepje genoemd.
Het gehucht Schaaphok is ontstaan rond de herberg, waar passanten tol moest betalen aan de heer van Slochteren. Dat gold niet alleen voor schippers, ook voor reizigers die langs de trekweg kwamen. Nog in 1874 bevestigde Gedeputeerde Staten dit recht van de familie Van der Hoop. Dat leidde in 1907 tot een langdurige rechtszaak, nadat de tolgaarder ook geld ging vragen aan schippers op de Slochter Ae en Woltersummer Ae. Pas in 1917 maakte de rechter hieraan een eind. Bij 't Kethuis (Gronings: Kethoes) dienden de schippers op het Afwateringskanaal van Duurswold eveneens tol betalen; het kanaal was hier afgesloten met een ketting.
De streek ten noordwesten van Schaaphok werd vanouds Ayngehorn genoemd. De brug over de Slochter Ae, die hier het Slochterdiep doorkruist, werd nog in 1672 betiteld als de til bij Aijengehorn. De provinciekaart van Starkenborgh en Visscher tekent hier kort na 1680 de buurtschap Aiengehorren.
Voor de verlenging van de Ritzersloot in de richting van Groningen moest men in 1659 de bestaande verkaveling doorkruisen. Bestaande boerderijen werden daardoor in tweeën gesneden. Het kanaal maakt een flauwe bocht rond een middeleeuwse kloosterboerderij in de Nieuwe Rijpmapolder bij Schaaphok. Rond de brug Hamtil of Hamdraai, waar het Slochterdiep de Hamweg doorsneed, ontstond in de 19e eeuw het dorp Lageland. Ook hier werd in de 19e eeuw tol geheven, maar dan door de gemeente Slochteren. Ten westen van Lageland lag de buitenplaats Vossenborg, vermeld sinds 1672. Ook dit was voormalig kloosterbezit. Ten westen van de voormalige Kleisloot volgt het kanaal misschien een al wat langer bestaand tracé, dat ten noorden van Ruischerbrug in het Damsterdiep uitkwam.
Het onderhoud van het diep liet vermoedelijk te wensen over. Omdat het kanaal steeds belangrijker werd voor de afvoer van baggerturf uit de nieuwe verveningen rond Harkstede, werd een deel van het onderhoud in 1770 overgenomen door de Sociëteit tot het graven van het Slochterdiep. Deze onderneming had een stuk of tien participanten, waaronder een handvol Friese ondernemers van doopsgezinde huize die in streken veengronden hadden gekocht. Aan het einde van het Slochterdiep of Participantendiep, in Ruischerbrug, werd een ophaalbrug of klap gelegd. Daarnaast werd een brugwachterswoning of klaphuis annex herberg gebouwd, waar passagegeld moest worden betaald. De helft van de opbrengsten was voor de heer van Slochteren. Toen de verveningsactiviteiten stagneerden, werd de sociëteit in 1841 ontbonden.

## Trivia
Het Slochterdiep kwam in 2001 in het nieuws toen men er op 17 juli het lichaam van Sasja Schenker aantrof, die was vermoord door Willem van Eijk.

## Afbeeldingen

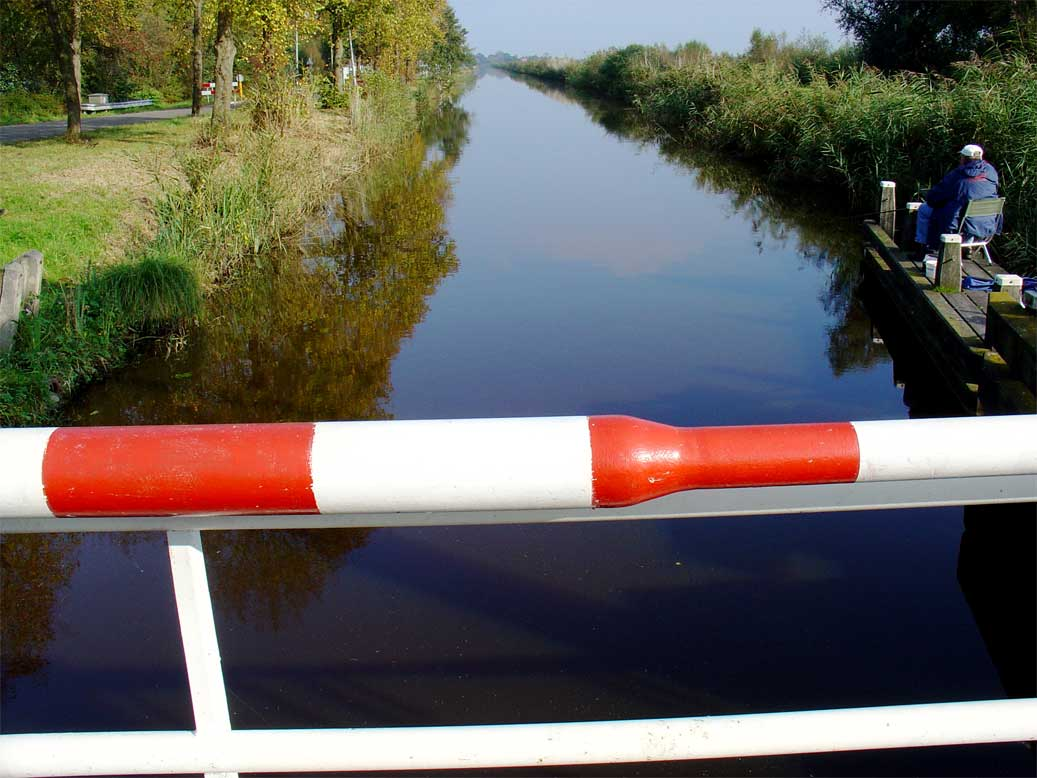
Slochterdiep nabij Lageland
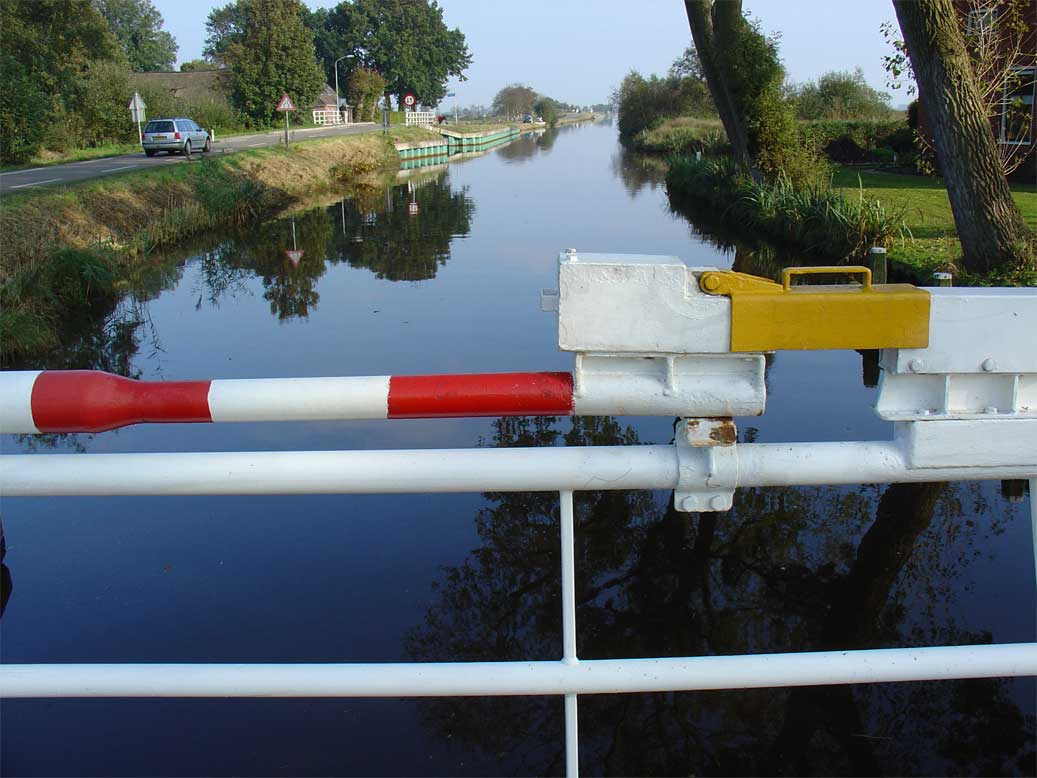
Slochterdiep nabij Schaaphok
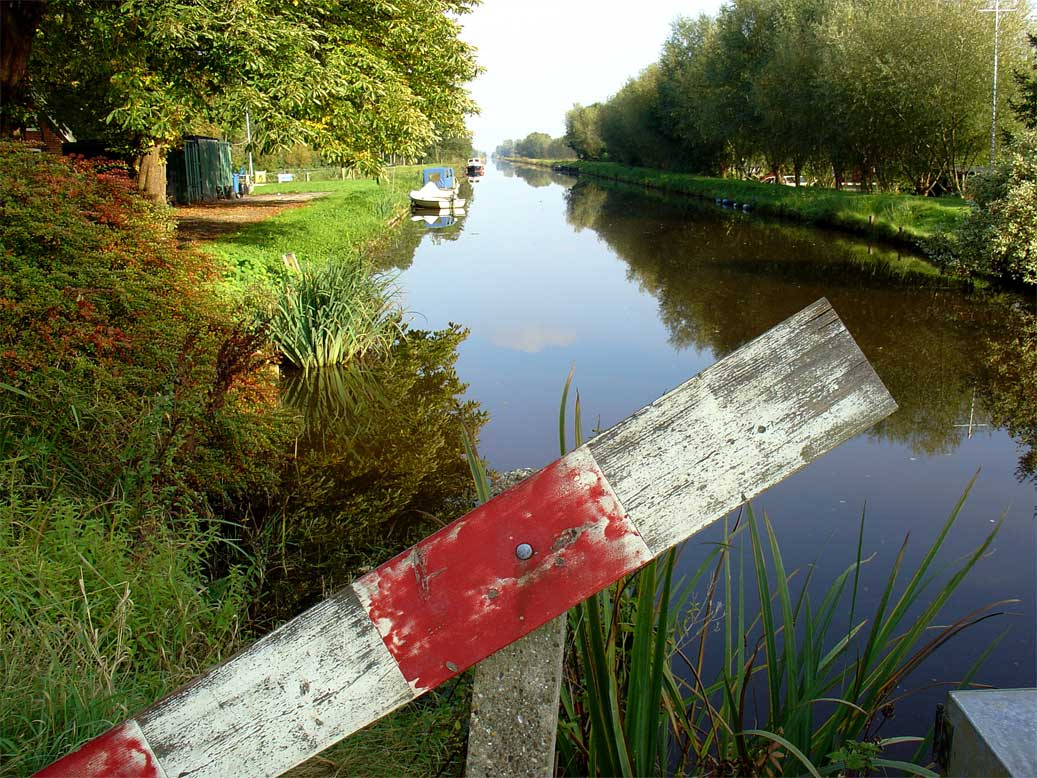
Slochterdiep nabij Ruischerbrug

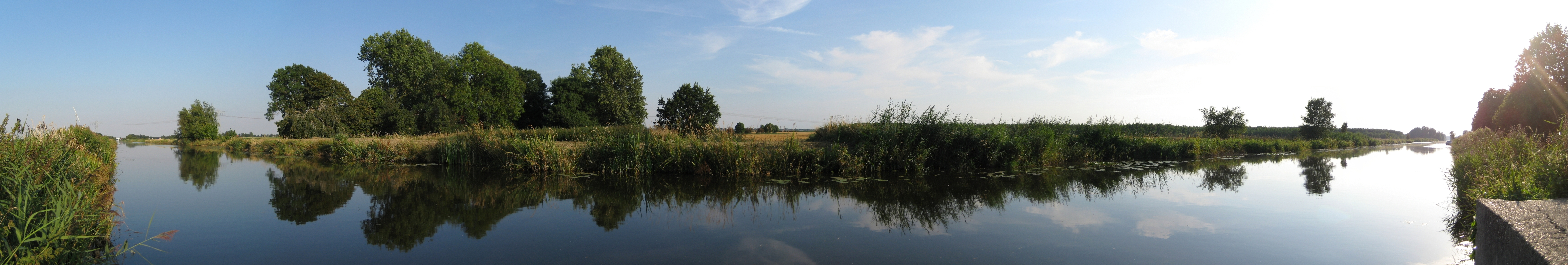
Het Slochterdiep in 2009